# NGC 483
NGC 483 es una galaxia espiral de la constelación de Piscis.
Fue descubierta el 11 de noviembre de 1827 por el astrónomo John Herschel.